# لاراكي بوراك

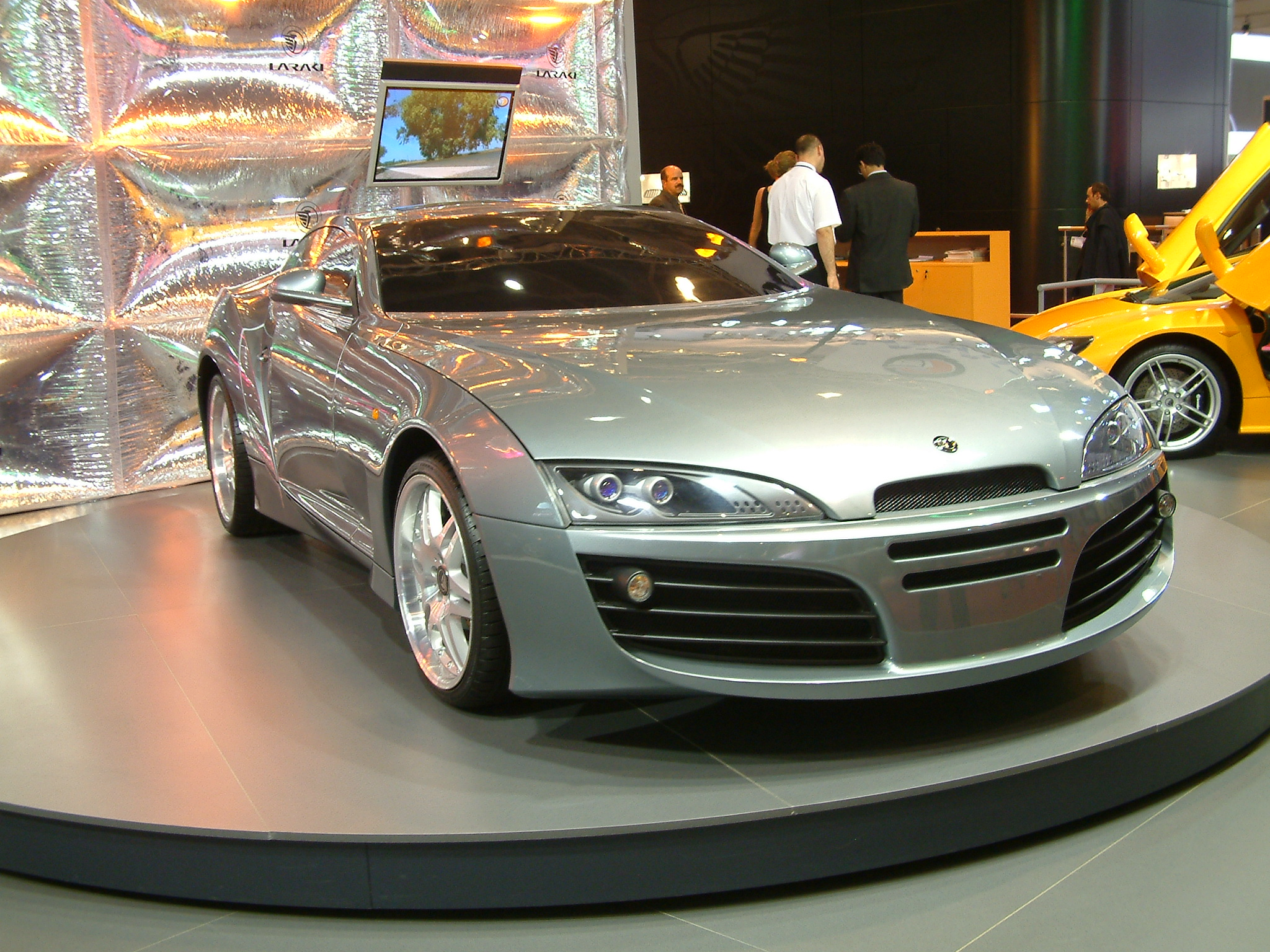
سيارة البراق في معرض جنيف

لاراكي البراق (Borac)، صممت من طرف الشركة المغريبة لاراكي سنة 2005. تم عرضها في معرض جنيف 2005، لاسباب غير معروفة توقفت الشركة عام 2008.

## المميزات

### الوزن والأبعاد
- الوزن 1500 كغ
- الطول 4625 مم (ميليمتر)
- العرض 1990 مم
- الارتفاع 1260 مم
- سعة خزان الوقود 90 لتر

### المحرك
- القوة 540 حصان
- عدد الأسطوانات 12 (Cylinders)
- علبة الجير 6 سرعات + R

### الفرامل
- الفرامل الأمامية 355 مم (ميليمتر)
- الفرامل الخلفية 320 مم

### العجلات
- العجلات الأمامية 9Jx20
- العجلات الخلفية 12,50Jx20

### الأداء
- السرعة القصوى 320 كم/س
- من 0 إلى 100 كم/س في 4 ثوان